# 冠軍車手
冠軍車手，是日本純種競賽馬匹。生涯稱霸一哩賽事，曾於2019年制霸春秋一哩賽並榮獲最佳短途馬頭銜。

## 出賽前
2015年2月21日出生於北海道安平町北部牧場，成長途中於一口馬主俱樂部Silk Racing Co. Ltd.進行馬主募集。
其後交由栗東訓練中心練馬師音無秀孝訓練。

## 競賽生涯

### 2歲
2017年12月28日出戰阪神競馬場2歲新馬戰，於直路途中一舉衝出，最終以頸位優勢取得首勝。

### 3歲
2018年首戰爲3歲500萬獎金以下條件戰，縱然於比賽初段因爲漏閘需要於最後方追走，但於直路上隨即展現優秀的爆發力由外檔位置一口氣加速，超越前方所有賽駒下取得連勝。
其後出戰每日盃，然而於直路上被馬群阻擋下未能成功衝出，最終奮力追趕下僅獲得第三。
4月14日出戰雅靈頓盃，本次比賽選擇採用先行戰術於前方推進，但於直路上陷入停滯未能有效加速，最終以第四完賽。
由於前兩戰的失利使冠軍車手無法累積足夠獎金出戰NHK一哩賽，因而於本年度於下時間均出戰條件戰，成功於小豆島特別、有松特別及元町錦標三場賽事中取得兩冠一亞的優秀戰績。

### 4歲
2019年以東京新聞盃作爲年度首戰，比賽初段再度因漏閘採取居中戰術，保持於約莫第七的位置追走。進入直路後，其成功進佔有利位置進行加速，最終成功壓制一同衝出的Red Olga以1/2馬位優勢取得首個分級賽冠軍。
其後出戰讀賣盃，然而於比賽途中對騎師福永祐一的指示缺乏顯著的反應而陷入不利局面，縱然於直路回復正常並跑出全場第二快的末腳速度，但最終仍然以第四落敗。
短暫放草後出戰春季最大目標安田紀念，賽前僅次於同期的三冠雌馬杏目、讀賣盃冠軍野田優驥及上年度NHK一哩賽冠軍太空隕石取得第四運氣。比賽開始後，前方由太空隕石帶出領放，冠軍車手處於先頭約莫第五的位置，而杏目及野田優驥則於後方位置。進入直路後，其隨即於中檔位置加速追趕仍然領先的太空隕石，同時亦抵擋後方外檔位置衝刺的杏目。最終於冠軍車手跑出不俗的速度之下，其成功壓制所有對手，以頸位優勢及破紀錄的1分30.9秒完賽時間奪得首個一級賽冠軍。

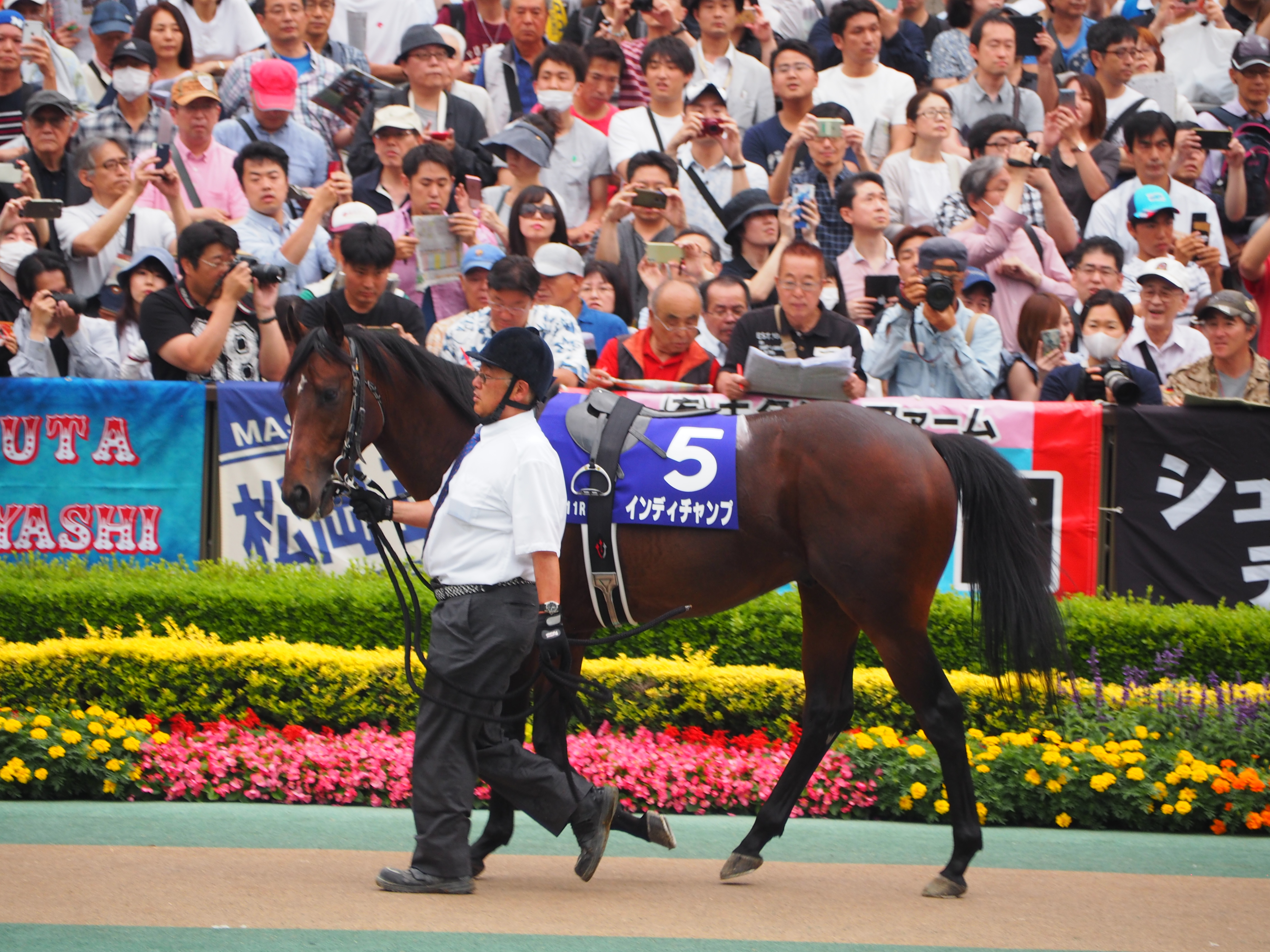
安田紀念沙圈

進入秋季後其選擇每日王冠作爲起動戰，於比賽初段一直處於第二的位置追趕領放馬太空隕石，進入直路後更一度取得領先。然而於直路中段，其轉趨力弱下被後方的野田賢君超越，隨後更被太空隕石反超，最終以第三完賽。
11月17日出戰一哩冠軍賽，由於主戰騎師福永被罰停賽，因而改由池添謙一策騎。比賽開始後，其處於先頭第四左右的位置穩定追走，並於進入直路後隨即加速。最後200米，其成功爆發出末腳以更大力度衝刺，最終不斷拋離一同衝出的野田優驥之下以1 1/2馬位優勢取得冠軍，成爲日本賽馬史上第七匹制霸春秋一哩賽的賽駒。
贏得一哩冠軍賽後陣營安排其遠征香港出戰香港一哩錦標，然而於本次比賽初段再度漏閘，並於比賽中段陷入被包圍的不利局面。縱然其於最後200米成功加速衝出，但仍然無法扭轉以上諸多劣勢，最終第七完賽，爲其生涯首次兼唯一一次跌出板外。
年末，由於其於年間制霸春秋一哩賽，因而於評選中以211票最佳短途馬，但於最佳4歲及以上雄馬評選中則以18票之差敗於勝出女皇盃及香港盃的勝出光采。

### 5歲
2020年以中山紀念作爲首戰，比賽途中由始至終處於中團位置，直至進入直路才加速衝刺，最終敗於野田賢君、旺紫町及觸動心弦取得第四。
4月26日出戰讀賣盃，於其中憑借在直路上的優秀反應於外檔位置衝出，最終拋離後方對手2馬位再度取得分級賽冠軍。
其後出戰安田紀念以連霸爲目標，僅落後於以史上首次草地一級八勝爲目標的杏目取得第二人氣。比賽開始後，其於約莫第九的中團位置展開追走，並於比賽途中保持穩定的節奏。進入直路後，其隨即響應騎師福永的指示抽入內欄位置加速，但加速力稍遜於放聲歡呼及杏目之下最終僅獲得第三。
經歷約5個月的休養後，其出戰移師阪神競馬場舉行的一哩冠軍賽，並於賽前取得第三人氣。比賽開始後，其採取一貫的居中策略於第七左右的位置推進，並於通過第一彎道稍作前移進佔前方位置。進入直路後，其隨即展現反應加速以求衝出，可惜仍然敗於處於相仿位置的放聲歡呼得第二。
其後出戰阪神盃，雖然其於直路跑出全場最快末腳，但最終仍然敗於野田幻想及馬國女神取得第三。

### 6歲
2021年2月28日出戰年度首戰阪神盃，於其中表現出不俗的實力，最終獲得第四名。
其後嘗試挑戰短途戰線出戰高松宮紀念，雖然於直路開頭仍然處於中團靠後的位置，但於其後加速衝出下跑獲一席季軍。
6月6日出戰安田紀念，採用先行戰術下成功於直路上一度佔先，可惜後續無法繼續保持速度，被後方賽駒超越下以第四完賽。
入秋後於未出戰任何前哨戰的情況下直走一哩冠軍賽，但於直路上再度因未能最大程度加速而僅獲得第四。
其後再度遠征香港出戰香港一哩錦標，原定繼續由主戰騎師福永執繮，然而於其在稍早前的香港短途錦標策騎妙發靈機時捲入落馬事故導致左鎖骨及左腳骨折，因而改由蘇銘倫代打策騎。比賽開始後，其採取後上策略下於直路展現不俗的鬥心，一路狂奔衝刺之下成功跑獲一席第五的入板戰績。
回國後陣營宣佈安排其退役，並於12月22日取消日本中央競馬會的賽駒註冊。

### 詳細賽績
| 日期       | 舉辦國家/地區 | 馬場 | 距離   | 級別 | 賽事名稱         | 負重 | 騎師     | 馬號 | 出馬 | 名次 | 時間     | 頭馬（二馬）        |
| ---------- | ------------- | ---- | ------ | ---- | ---------------- | ---- | -------- | ---- | ---- | ---- | -------- | ------------------- |
| 28/12/2017 | 日本          | 阪神 | 草1400 |      | 2歲新馬          | 55   | 松若風馬 | 14   | 14   | 1    | 1:23.2   | （Amore Jody）      |
| 13/1/2018  | 日本          | 京都 | 草1600 |      | 3歲500萬獎金以下 | 56   | 岩田康誠 | 2    | 10   | 1    | 1:37.2   | （Red Sakuya）      |
| 24/3/2018  | 日本          | 阪神 | 草1800 | GIII | 每日盃           | 56   | 岩田康誠 | 3    | 10   | 3    | 1:46.8   | 防爆裝束            |
| 14/4/2018  | 日本          | 阪神 | 草1600 | GIII | 雅靈頓盃         | 56   | 岩田康誠 | 2    | 13   | 4    | 1:33.6   | 倫敦塔              |
| 16/6/2018  | 日本          | 阪神 | 草1600 |      | 小豆島特別       | 54   | 福永祐一 | 8    | 9    | 2    | 1:32.0   | A Shin Twinkle      |
| 8/7/2018   | 日本          | 中京 | 草1600 |      | 有松特別         | 54   | 福永祐一 | 1    | 13   | 1    | 1:34.2   | （Clear the Track） |
| 16/12/2018 | 日本          | 阪神 | 草1600 |      | 元町錦標         | 56   | 福永祐一 | 3    | 11   | 1    | 1:34.6   | （Mesarthim）       |
| 3/2/2019   | 日本          | 東京 | 草1600 | GIII | 東京新聞盃       | 56   | 福永祐一 | 2    | 15   | 1    | 1:31.9   | （Red Olga）        |
| 21/4/2019  | 日本          | 京都 | 草1600 | GII  | 讀賣盃           | 56   | 福永祐一 | 3    | 10   | 4    | 1:32.8   | 野田優驥            |
| 2/6/2019   | 日本          | 東京 | 草1600 | GI   | 安田紀念         | 58   | 福永祐一 | 5    | 16   | 1    | 1:30.9   | （太空隕石）        |
| 6/10/2019  | 日本          | 東京 | 草1800 | GII  | 每日王冠         | 58   | 福永祐一 | 4    | 10   | 3    | 1:44.8   | 野田賢君            |
| 17/11/2019 | 日本          | 京都 | 草1600 | GI   | 一哩冠軍賽       | 57   | 池添謙一 | 5    | 17   | 1    | 1:33.0   | （野田優驥）        |
| 8/12/2019  | 香港          | 沙田 | 草1600 | GI   | 香港一哩錦標     | 57   | 連達文   | 2    | 10   | 7    | 1:33.78  | 頌讚火星            |
| 1/3/2020   | 日本          | 中山 | 草1800 | GII  | 中山紀念         | 58   | 福永祐一 | 1    | 9    | 4    | 1:46.7   | 野田賢君            |
| 26/4/2020  | 日本          | 京都 | 草1600 | GII  | 讀賣盃           | 58   | 福永祐一 | 1    | 11   | 1    | 1:32.4   | （感激連連）        |
| 7/6/2020   | 日本          | 東京 | 草1600 | GI   | 安田紀念         | 58   | 福永祐一 | 6    | 14   | 3    | 1:32.1   | 放聲歡呼            |
| 22/11/2020 | 日本          | 阪神 | 草1600 | GI   | 一哩冠軍賽       | 57   | 福永祐一 | 8    | 17   | 2    | 1:32.1   | 放聲歡呼            |
| 26/12/2020 | 日本          | 阪神 | 草1400 | GII  | 阪神盃           | 57   | 福永祐一 | 12   | 16   | 3    | 1:20.1   | 野田幻想            |
| 28/2/2021  | 日本          | 阪神 | 草1400 | GIII | 阪急盃           | 57   | 福永祐一 | 10   | 17   | 4    | 1:19.6   | 拉丁城市            |
| 28/3/2021  | 日本          | 中京 | 草1200 | GI   | 高松宮紀念       | 57   | 福永祐一 | 9    | 18   | 3    | 1:09.3   | 野田重擊            |
| 6/6/2021   | 日本          | 東京 | 草1600 | GI   | 安田記念         | 58   | 福永祐一 | 6    | 14   | 4    | 1:31.9   | 野田賢君            |
| 21/11/2021 | 日本          | 阪神 | 草1600 | GI   | 一哩冠軍賽       | 57   | 福永祐一 | 7    | 16   | 4    | 1:32.8   | 放聲歡呼            |
| 12/12/2021 | 香港          | 沙田 | 草1600 | GI   | 香港一哩錦標     | 57   | 蘇銘倫   | 3    | 11   | 5    | R1:34.31 | 金鎗六十            |

## 退役後
退役後，冠軍車手成爲了配種馬，於北海道新冠町優駿Stallion Station休養，在2022年進行配種，首批子嗣於2023年出生。首批子嗣可於2025年出賽。

## 血統簡介
父系黃金旅程爲日本賽駒，生涯戰績不俗，曾勝出香港瓶，退役後配種成績亦非常優秀。祖父週日寧靜是美國三冠賽雙軍馬，退役後在日本配種，在日本馬壇相當成功，贏得多項分級賽事，其子嗣贏得巨額獎金。
母系Will Power爲日本賽駒，生涯戰績不佳僅勝出條件戰級別的賽事。外祖父夏威夷王爲日本賽駒，生涯戰績極爲優秀，僅得一戰未能獲勝，曾勝出一級賽NHK一哩賽及東京優駿（日本打吡），爲日本史上首匹贏得變則二冠的賽駒。

### 血統表
| 父線：週日寧靜系（Halo系）         |                              |                |                   |
| 種馬 黃金旅程 1994年（深棗色）     | 週日寧靜 1986年（棕色）      | Halo           | Hail to Reason    |
| 種馬 黃金旅程 1994年（深棗色）     | 週日寧靜 1986年（棕色）      | Halo           | Cosmah            |
| 種馬 黃金旅程 1994年（深棗色）     | 週日寧靜 1986年（棕色）      | Wishing Well   | Understanding     |
| 種馬 黃金旅程 1994年（深棗色）     | 週日寧靜 1986年（棕色）      | Wishing Well   | Mountain Flower   |
| 種馬 黃金旅程 1994年（深棗色）     | Golden Sash 1988年（栗色）   | Dictus         | Sanctus           |
| 種馬 黃金旅程 1994年（深棗色）     | Golden Sash 1988年（栗色）   | Dictus         | Doronic           |
| 種馬 黃金旅程 1994年（深棗色）     | Golden Sash 1988年（栗色）   | Dyna Sash      | 北方風味          |
| 種馬 黃金旅程 1994年（深棗色）     | Golden Sash 1988年（栗色）   | Dyna Sash      | Royal Sash        |
| 繁殖雌馬 Will Power 2007年（棗色） | 夏威夷王 2001年（棗色）      | 金滿寶         | 淘金者            |
| 繁殖雌馬 Will Power 2007年（棗色） | 夏威夷王 2001年（棗色）      | 金滿寶         | Miesque           |
| 繁殖雌馬 Will Power 2007年（棗色） | 夏威夷王 2001年（棗色）      | Manfath        | 最後大官          |
| 繁殖雌馬 Will Power 2007年（棗色） | 夏威夷王 2001年（棗色）      | Manfath        | Pilot Bird        |
| 繁殖雌馬 Will Power 2007年（棗色） | Tokio Reality 1994年（栗色） | Meadowlake     | Hold Your Peace   |
| 繁殖雌馬 Will Power 2007年（棗色） | Tokio Reality 1994年（栗色） | Meadowlake     | Suspicious Native |
| 繁殖雌馬 Will Power 2007年（棗色） | Tokio Reality 1994年（栗色） | What a Reality | In Reality        |
| 繁殖雌馬 Will Power 2007年（棗色） | Tokio Reality 1994年（栗色） | What a Reality | What Will be      |
| 雌系：號族：3-l                    |                              |                |                   |
| 五代內近親交配：Raise a Native 5×5 |                              |                |                   |

## 命名由來
名字Indy Champ（インディチャンプ）意思是：「印第賽車系列賽的冠軍」，聯想自母系Will Power（此名字出自同名賽車手威爾·鮑爾）的名字，香港則取意譯，翻譯为「冠軍車手」。

## 外部連結
- 冠軍車手 netkeiba.com （页面存档备份，存于）
- 血統表 （页面存档备份，存于）